# Henri François Martin
Henri François Martin (* 13. Juli 1878 in Genf; † 22. Februar 1959) war ein Schweizer Diplomat. Er war der erste Schweizer Gesandte in der Türkei, Ägypten, Bulgarien und Portugal. Er war auch Schweizer Gesandter in Polen sowie der erste Generalkonsul der Schweiz in Kanada.

## Diplomatischer Dienst
Martin trat 1904 in den diplomatischen Dienst der Schweiz ein. Von 1904 bis 1907 war er Gesandtschaftsattaché an der Schweizer Gesandtschaft in Berlin und Paris. 1907 erfolgte seine Ernennung zum Gesandtschaftssekretär an der Schweizer Gesandtschaft in Washington, D.C. Dort nahm er unter anderem an der Washingtoner Konferenz von 1911 unter der Leitung des Schweizer Gesandten, Paul Ritter, teil.
Mit der Errichtung des Generalkonsulats in Montreal im Jahr 1912/13 ernannte der Bundesrat Martin zum Generalkonsul der Schweiz in Kanada. 1917 ernannte der Bundesrat ihn zum Handelsattaché der Schweizer Gesandtschaft in London. In London wurde er 1921 zum Gesandtschaftsrat ernannt.
1926 wurde Martin zu einer ausserordentlichen Mission mit dem diplomatischen Titel des Geschäftsträgers in die Türkei entsandt, um die schweizerisch-türkischen Beziehungen zu vertiefen. Martin erhielt unter anderem den Auftrag, das Handelsabkommen sowie das Niederlassungsabkommen mit den türkischen Behörden zu verhandeln, und er sollte ebenfalls die Frage prüfen, ob in der Türkei eine ständige Gesandtschaft errichtet werden soll. Nach dem erfolgreichen Abschluss des schweizerisch-türkischen Handelsabkommens und des Niederlassungsabkommens ernannte der Bundesrat 1928 Martin zum Schweizer Gesandten in der Türkei mit Sitz in Ankara. Mit seiner Ernennung zum Schweizer Gesandten wurde 1928 die Errichtung einer diplomatischen Vertretung der Schweiz in der Türkei schliesslich realisiert. Zwischen 1935 und 1937 wurde Martin zusätzlich in Ägypten sowie 1937 in Bulgarien akkreditiert.
Etienne Lardy löste Ende 1937 Martin ab, und Martin wurde Nachfolger von Maxime de Stoutz als Schweizer Gesandter in Polen. Als das Deutsche Reich 1939 Polen überfiel, begab sich Martin nach Ungarn. Schliesslich wurde er 1941 nach Lissabon versetzt, wo er weiterhin bei der polnischen Exilregierung in London als Schweizer Gesandter akkreditiert und gleichzeitig Geschäftsträger an der Schweizer Gesandtschaft in Portugal war. Nach dem Ende des Zweiten Weltkrieges 1945 wurde Martin zum Schweizer Gesandten in Portugal ernannt, und Anton Roy Ganz übernahm den Posten in Warschau. Als Maximilian Jaeger Anfang 1946 in Lissabon eintraf, löste er Martin als Nachfolger ab. Daraufhin trat Martin in den Ruhestand.